# Типи гладіаторів
Список типів гладіаторів включає різні типи гладіаторів залежно від їхнього озброєння, а також терміни, які уживали щодо різних посад, пов'язаних з гладіаторською підготовкою та боями.

## Основні типи гладіаторів

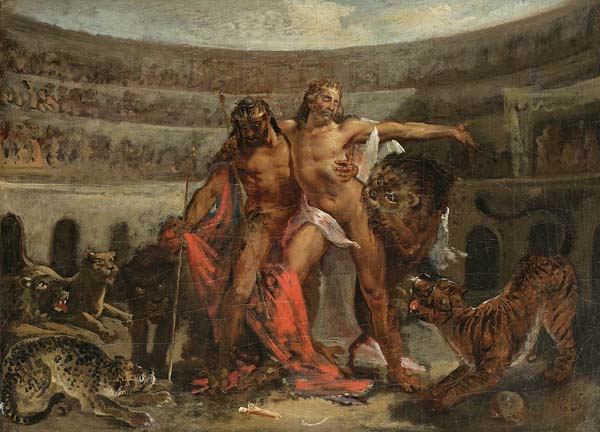
Бестіарії на картині Ежена Делакруа «Гладіатори у Колізеї»

### Бестіарій
Бестіа́рій (bestiarius) — гладіатор, призначений для бою з хижаками. Назва походить від bestia — «звір», «тварина». Перші бестіарії були слабко озброєні, ними зазвичай робили засуджених на смерть злочинців. Вони належали до найменш підготовлених гладіаторів і не користувались повагою глядачів. Озброєння бестіарія — спис. Майже все його тіло було оголене і нічим не захищене. Ці бої мало нагадували поєдинки: скоріше це було просте цькування хижаками, фактично один з видів смертної страти. Іноді кілька звірів випускали на групу озброєних бестіаріїв.
Пізніші бестіарії проходили спеціальну підготову у спеціальних «школах бестіаріїв» (scholae bestiarum або bestiariorum) і билися зі звірами за гроші. Битви з їхньою участю частіше закінчувалися перемогою бестіарія. Цей тип гладіатора був захищений поножами (ocreae), наручем-манікою (manica) та щитом (овальним, круглим, прямокутним). Озброєння складалося зі списа-гасти та меча-гладіуса.

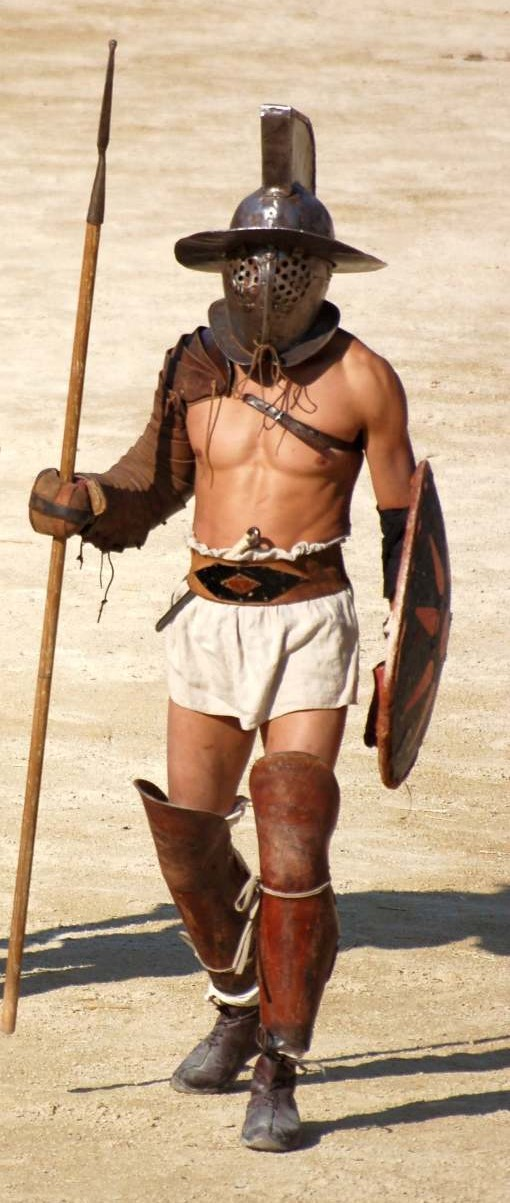
Гопломах. Сучасна реконструкція

### Веліт
Велі́т (veles, множина — velites) — гладіатор, озброєний дротиками (hastae velitares). Гладіатори-веліти наслідували озброєнням та тактикою давньоримських легких піхотинців-велітів, за аналогією з якими й отримали свою назву.

### Гопломах

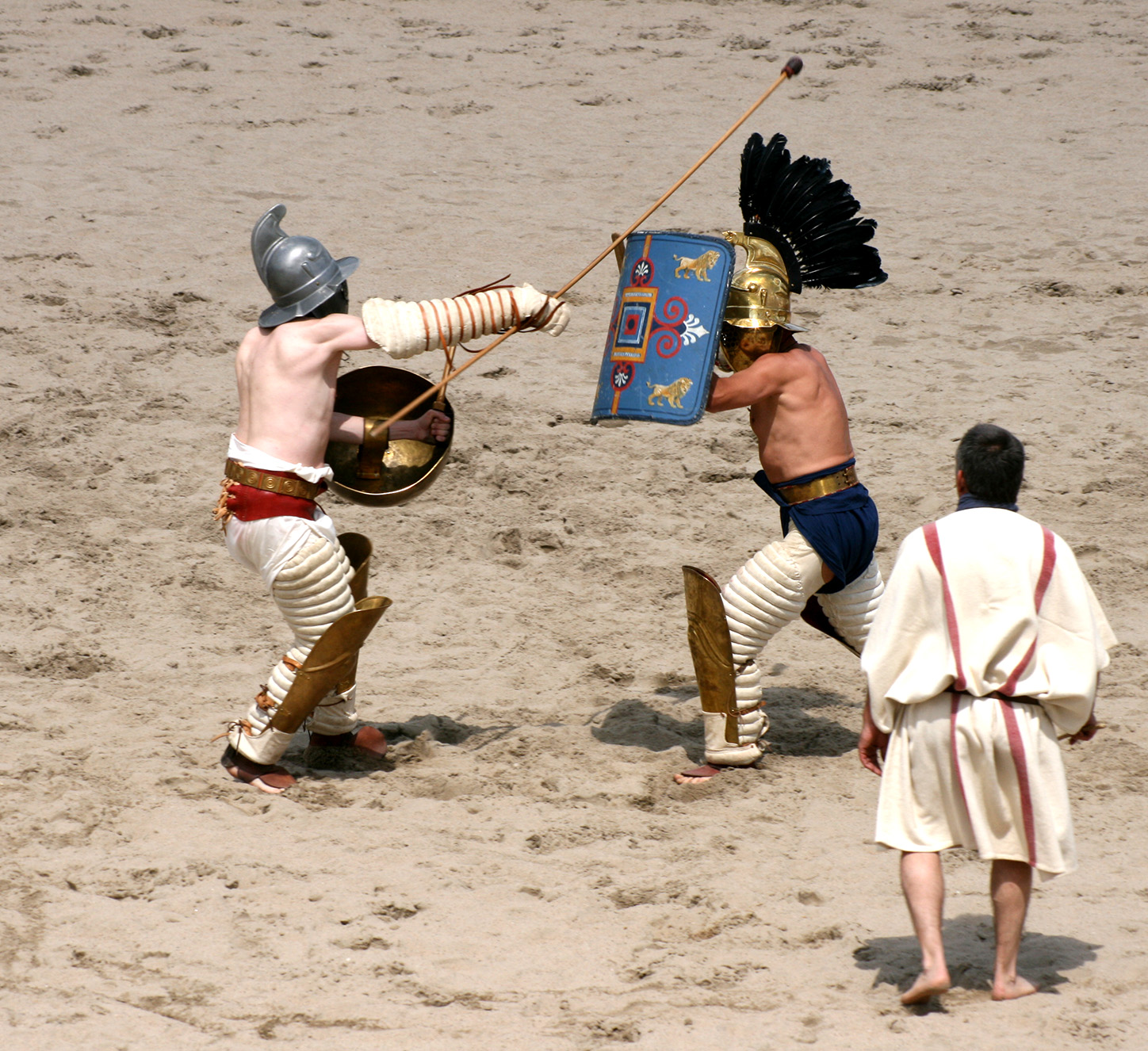
Гопломах (ліворуч) у двобою з фракійцем. Сучасна реконструкція

Гоплома́х (hoplomachus)  — досить поширений тип гладіатора. Своїм спорядженням імітував грецьких гоплітів. Саме слово hoplomachus походить від дав.-гр. ὁπλομάχος («озброєний боєць» або «воїн з гоплоном»). Обладунок гопломаха складався з шолома, маленького круглого щита-парми, стьоганих обмоток (fasciae) на обох ногах або високих поножів (ocreae), поруча-маніки (manica) на правій руці. Шолом гопломаха мав широкі криси, забрало з решіткою, верхів'я з плюмажем. З боків шолома вставляли пір'я. Озброєний гопломах був списом-гастою (hasta) та кинджалом-пугіо (pugio).
Спис дозволяв гопломаху вести бій на далекій відстані. У разі втрати списа гопломах переходив в близький бій, бився кинджалом. Традиційними супротивниками гопломаха були мірмілон або, рідше, фракієць.

### Галл
Галл (Gallus)  — тип гладіаторів періоду Республіки. Обладунок і зброя гладіаторів-галлів мав нагадувати галльських воїнів. Імовірно, що у І ст. до н. е. гладіатори-галли «трансформувалися» у мірмілонів.

### Димахер
Димахе́р (dimachaerus)  — досить рідкий тип гладіатора. З'явився в II—IV століттях н. е. і можливо, вважався багатьма римлянами «підступним» бійцем. Слово dimachaerus буквально значить — «з двома шаблями», «двошабельник» (від грец. διμάχαιρος). Обладунок димахера складався з шолома, коротких поножів і кольчуги (лорика гамата). Шолом мав закрите забрало з решіткою і широкі криси. Був озброєний двома кривими мечами-махайрами (machaera), або кинджалами-сиками.
Точно не відоме, який тип гладіаторів був противником димахера на арені. Але римляни вважали димахера одним з найнебезпечніших бійців. Графічні й письмові відомості про димахерів скудні й невизначені.

### Еквіт

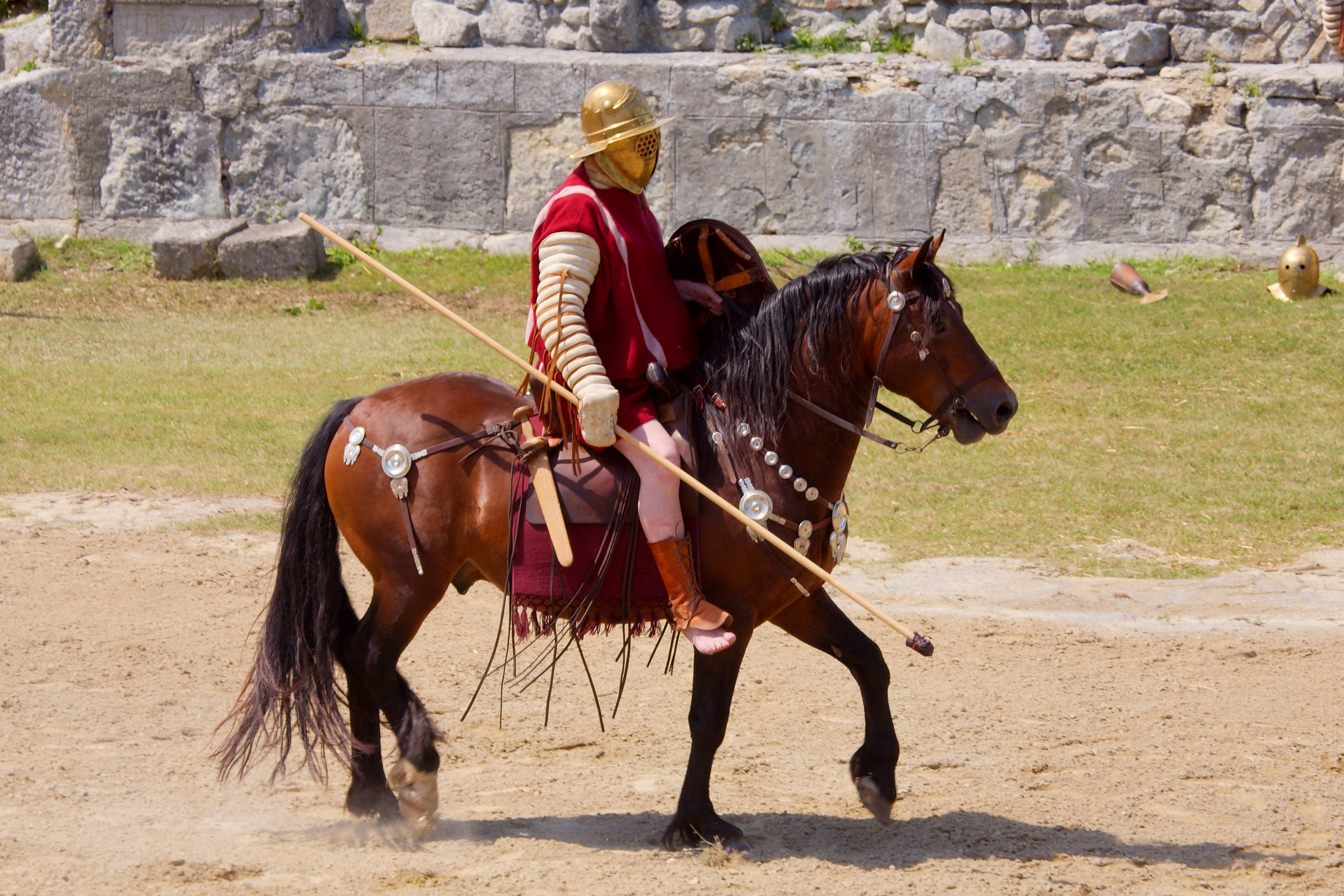
Гладіатор-еквіт

Екві́т (eques, множина — equites) — тип гладіатора, що бився на коні. Буквально — «вершник»; «еквітами» звали також давньоримських кавалеристів. На відміну від більшості гладіаторів, які билися оголеними по пояс, еквіти носили туніки без рукавів, підперезані поясом. Обладунок еквіта складався з шолома, кавалерійського круглого щита-парми (parma equestris) діаметром 60 см і наруча на правій руці. Шолом мав широкі криси, забрало з решіткою і не мав верхів'я. З боків вставлялися пера. Іноді еквіти вдягали лускоподібний обладунок (лорика сквамата). Озброєний еквіт був списом-гастою (hasta) і гладіусом. Еквіти відкривали гладіаторські бої: билися вранці, одразу після урочистої помпи, передуючи цькуванню звірів, страті злочинців та боям піших гладіаторів. Тактика бою еквітів наслідувала звичайну тактику римської кінноти: метнувши спис, вони спішувалися і билися мечем: верховий бій у часи, коли ще не були відомі стремена, був вельми незручним. На арені еквіти билися виключно між собою.

### Мірмілон

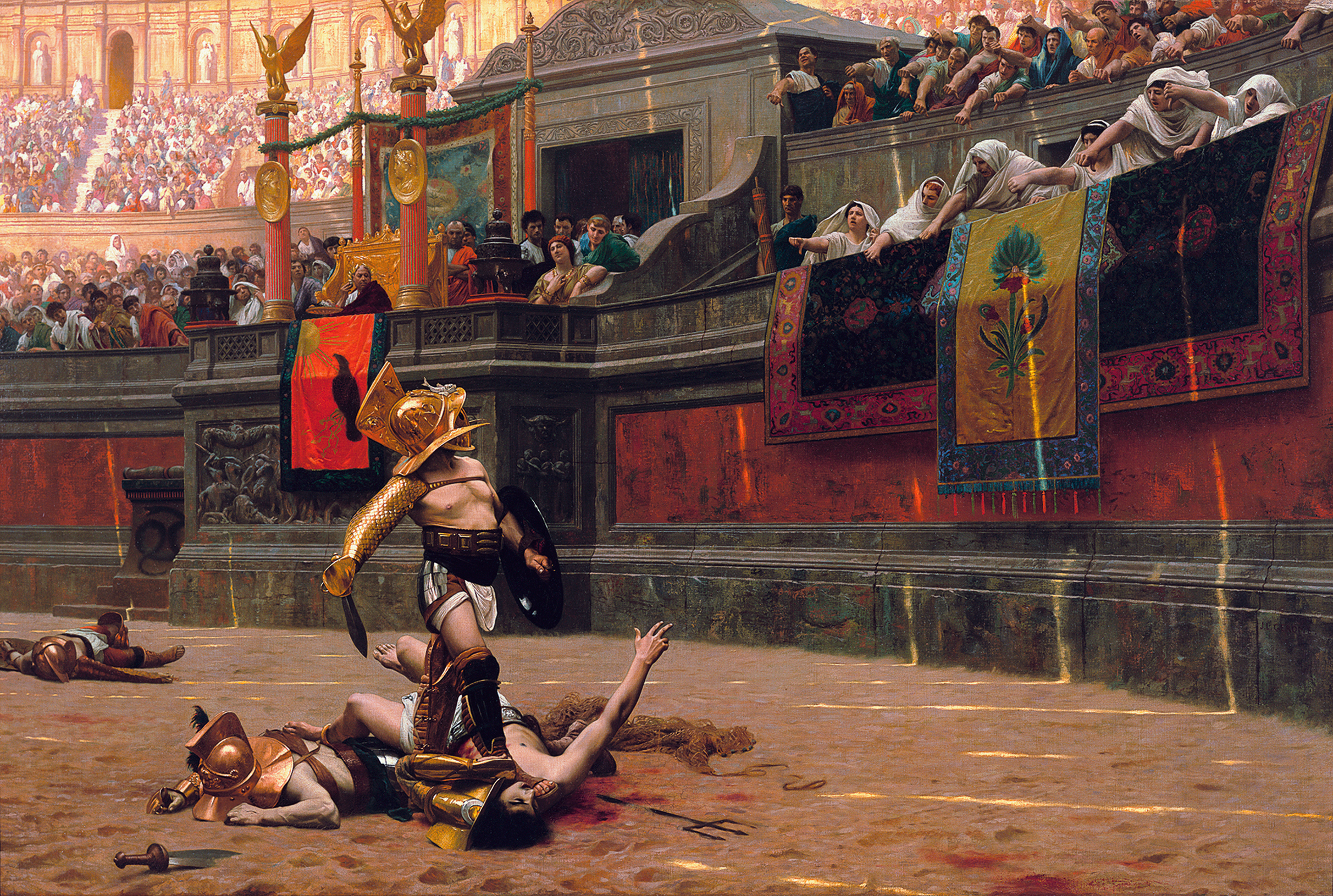
Мірмілон з переможеним ретіарієм на картині «Pollice Verso» («Пальці донизу») Ж.-Л. Жерома

Мірмі́ло́н, мурмі́ло́н (myrmillo, murmillo, множина — myrmillones, murmillones)  — один з найпоширеніших типів гладіаторів. Згідно з однією з версій, свою назву ці гладіатори отримали тому, що на шоломі вони носили зображення риби «мормір» (грец. μόρμυλος, μορμύρος). Слід мати на увазі, що зараз «мормірами» звуть африканських прісноводих риб, проте у давнину словом μόρμυλος, μορμύρος могли звати і певний вид риби, поширений у Середземному морі. Самі мірмілони, як припускають, походять від гладіаторів-галлів. Обладунок мірмілона складався з шолома, поруча на правій руці, короткого (нижче коліна) поножа на лівій нозі, великого щита — скутума. Панцира він не мав, бився оголеним до пояса, що давало можливість продемонструвати публіці могутній торс та гру м'язів. Шолом мірмілона мав широкі поля, забрало з решіткою і характерний гребінь у вигляді риби, який міг бути посрібненим. Бився мірмілон звичайним мечем римської піхоти — гладіусом. Коли з ІІ-ІІІ ст. н. е. мірмілони отримали замість гладіуса довший меч-спату, вони стали зватися «мірмілони-спатарії» (myrmillones-spatharii).
Традиційним супротивником мірмілона був фракієць. Пара «мірмілон-фракієць» була однією з найпоширеніших під час гладіаторських боїв. Рідше мірмілони билися з гопломахами або ретіаріями, але ніколи між собою.

### Пармуларій
Пармула́рій (parmularius) — термін, уживаний щодо будь-якого типу гладіаторів, які носили маленький щит-парму (гопломахів, еквітів, можливо, фракійців).

### Провокатор

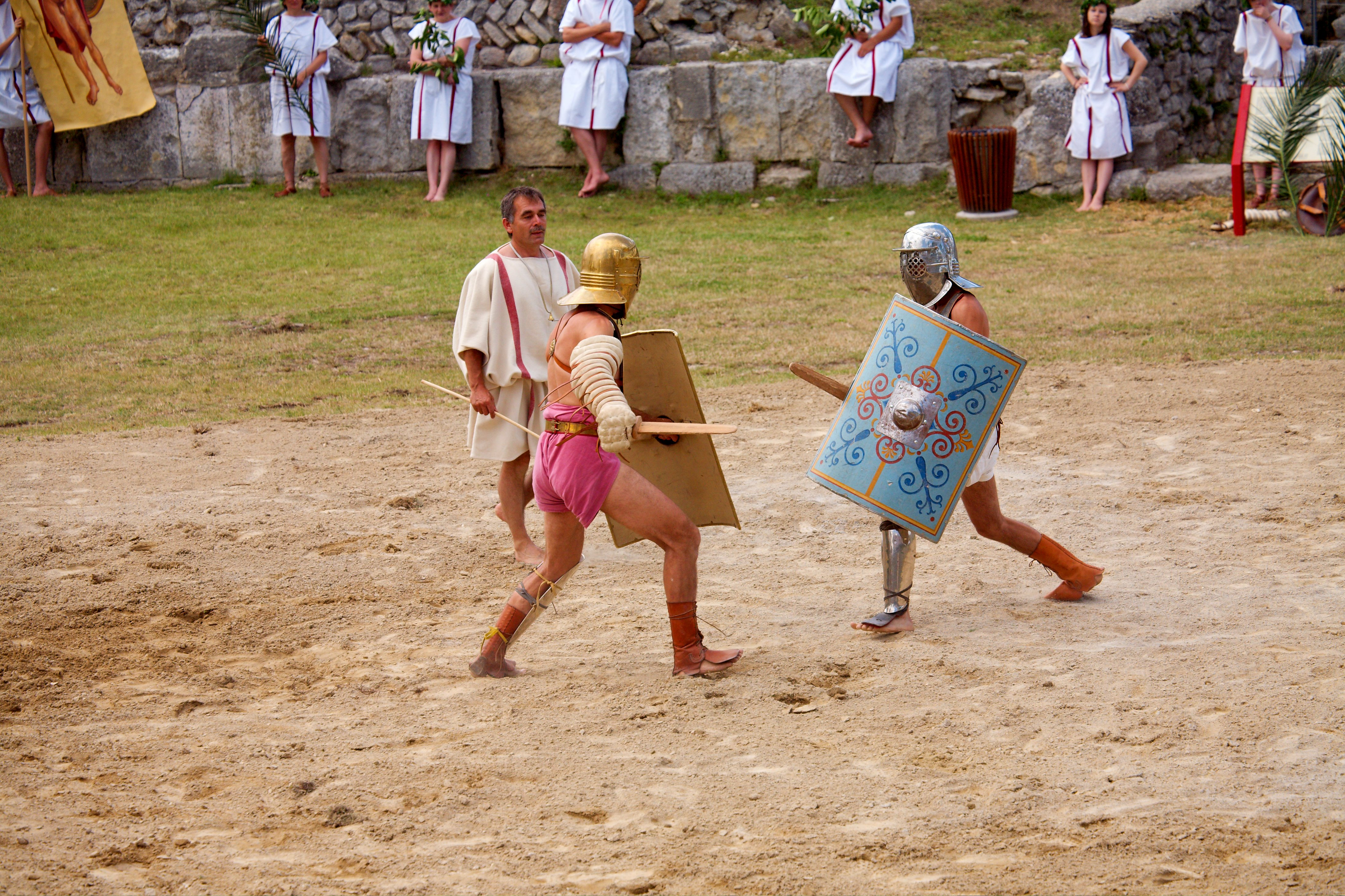
Двобій провокаторів дерев'яними мечами-рудисами. Сучасна реконструкція

Провока́тор (provocator)  — цей тип гладіатора походив, імовірно, від засуджених на смерть злочинців і був відомий ще з часів Республіки. Обладунок провокатора складався з поруча на правій руці, короткого поножа на лівій нозі, нагрудної пластини-кардіофілакса (cardiophylax) у вигляді прямокутника або півмісяця, який кріпився до грудей ременями, шолома і щита, трохи меншим за скутум мірмілона. Шоломи провокаторів на початку нічим не відрізнялися від шоломів легіонерів. Але з ІІ ст. н. е. поступово еволюціонували у закритий шолом з забралом, який мав круглі заґратовані отвори для очей, і з великими крисами, що захищали шию. Шолом провокатора верхів'я не мав, лише з боків його вставлялися пера. Озброєний провокатор був мечем-гладіусом. З ІІ-ІІІ ст. н. е. гладіус замінюється на спату, провокатори з нею тепер зовуться «провокатори-спатарії».
Характерною ознакою тактики ведення бою провокаторами були постійні удавані відступи з миттєвими контратаками. Билися провокатори майже виключно між собою, тільки в окремих випадках їхніми супротивниками ставали гладіатори інших типів.

### Ретіарій

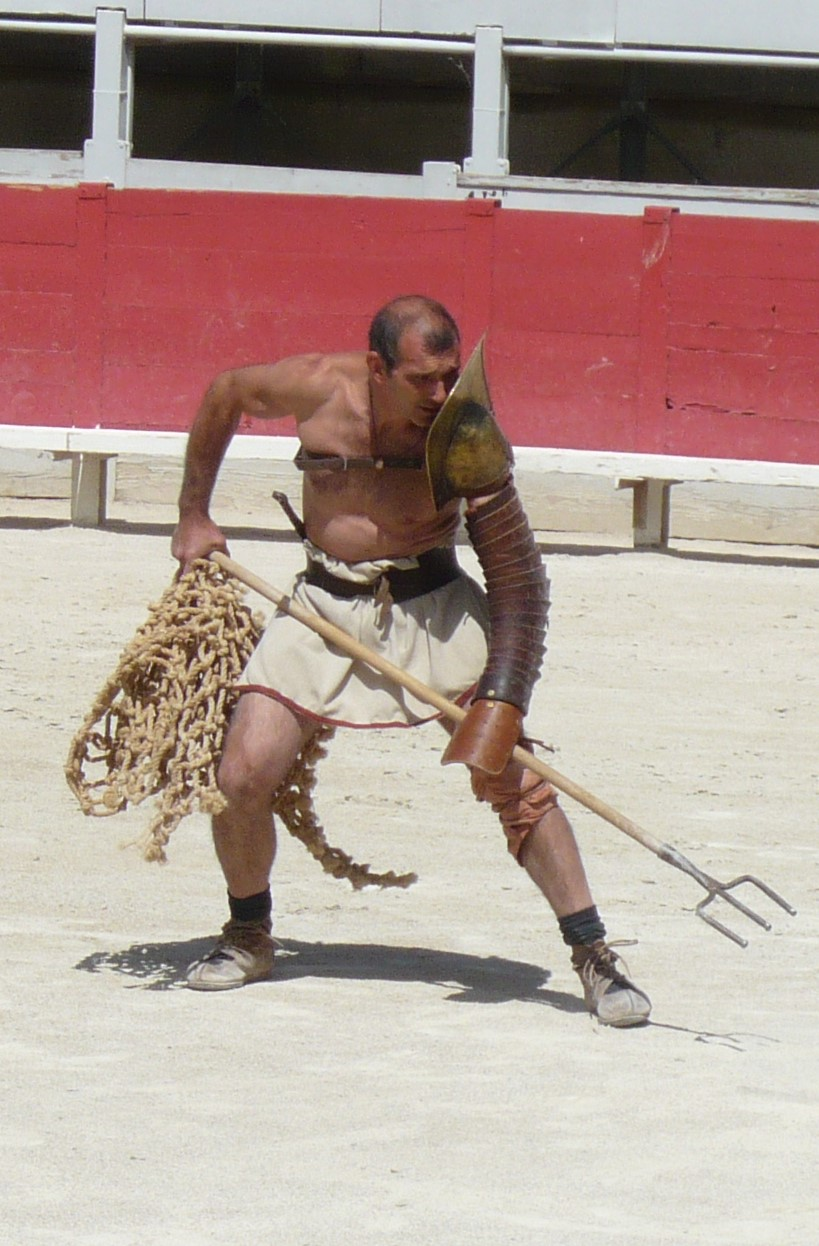
Ретіарій. Сучасна реконструкція

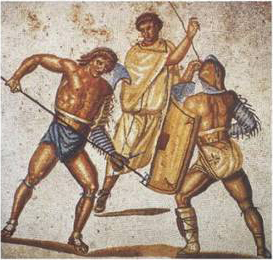
Ретіарій і секутор. Мозаїка у Неннізі (Німеччина), ІІ-ІІІ ст. н. е.

Ретіа́рій (retiarius)  — один з найпоширеніших типів гладіаторів, назва якого буквально значить «боєць з сіткою», «сіткар». Легкоозброєний тип гладіатора. Обладунок ретіарія складався з поруча-маніки на лівій руці (manica) та металевого наплічника-гале́ра (galerus), що захищав ліве плече і, частково, шию. Бився ретіарій оголеним до пояса, низ живота був прикритий настегновою пов'язкою-сублігакулумом (subligaculum). Поверх пов'язки кріпився пояс (cingulum або balteus). Ноги могли бути захищені матерчастими обмотками (fasciae). Озброєння складалося з тризубця (tridens), який також звався «вилами» (furcina), сітки (rete, retia) і кинджала-пугіо (pugio) на поясі. Оскільки сітка ретіарія була метальним знаряддям (jaculum), цей тип іноді звали також «якулатор» (iaculator, jaculator), тобто «кидальник».
Ретіарії були легкоозброєним типом гладіатора, що (у поєднанні з відсутністю щита) змушувало їх постійно рухатися під час бою, уникаючи близького бою. Сітка ретіарія мала круглу форму діаметром близько 3 м та була споряджена свинцевими тягарцями по краях, і можливо, кріпилася мотузкою до зап'ястка. Невідомо, наскільки вона була ефективною. Її ретіарій тримав у захищеній лівій руці, щоб запобігти можливості завдання рани противником під час кидка. У разі удачі ретіарій прагнув обплутати та повалити суперника, а потім завдати рішучий удар. Якщо ж противнику вдавалося заволодіти сіткою, ретіарій перерізав мотузку кинджалом і звільнювався. Тризубцем ретіарії одночасно атакували супротивника і відбивали удари. На арені ретіарій бився майже завжди з секутором, іноді — з мірмілоном. Ця пара (без сумніву, найвідоміша в наш час) уособлювала собою поєдинок рибалки та риби. Іноді ретіарій виходив битися проти двох секуторів одночасно. Тоді він розташовувався на помості, де лежало каміння, яким він жбурляв у супротивників, а секутори атакували його з двох сторін. Ретіарії були найменш престижними з типів гладіаторів (імовірно, через відсутність класичного для римлян озброєння) і не користувалися повагою публіки.

### Секутор
Секу́тор (secutor)  — тип гладіатора, що був створений спеціально для бою з ретіаріями. Назва цього типу перекладається як «переслідувач». Захисний обладунок секутора складався з шолома, щита-скутума, короткого поножа на лівій нозі і поруча на правій руці. Шолом секутора мав обтічну форму без крисів (щоб унеможливити зачеплення за них сітки ретіарія), забороло було відкидним назад, суцільним і масивним (щоб унеможливити пробиття її тризубцем), з невеликими отворами для очей і верхів'ям у вигляді плавця. Бився секутор гладіусом.
Секутор завжди бився з ретіарієм. Важкоозброєний секутор, в протистоянні з легким ретіарієм, мусив обирати тактику повільного наступу, постійно переслідуючи супротивника. Звідси походить і назва секутора.

### Скутарій

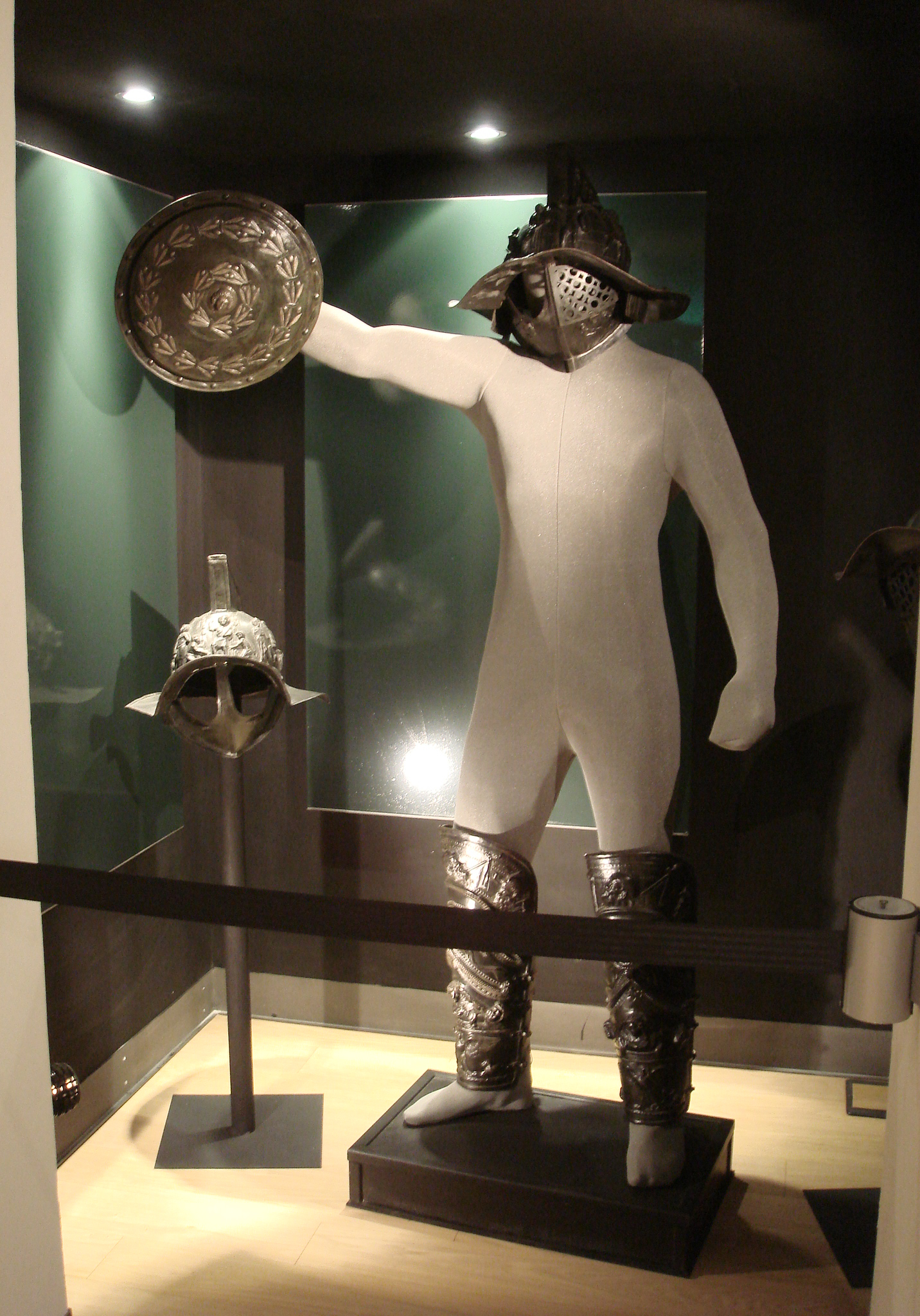
Шолом, щит та поножі фракійця. Реконструкція XIX ст.

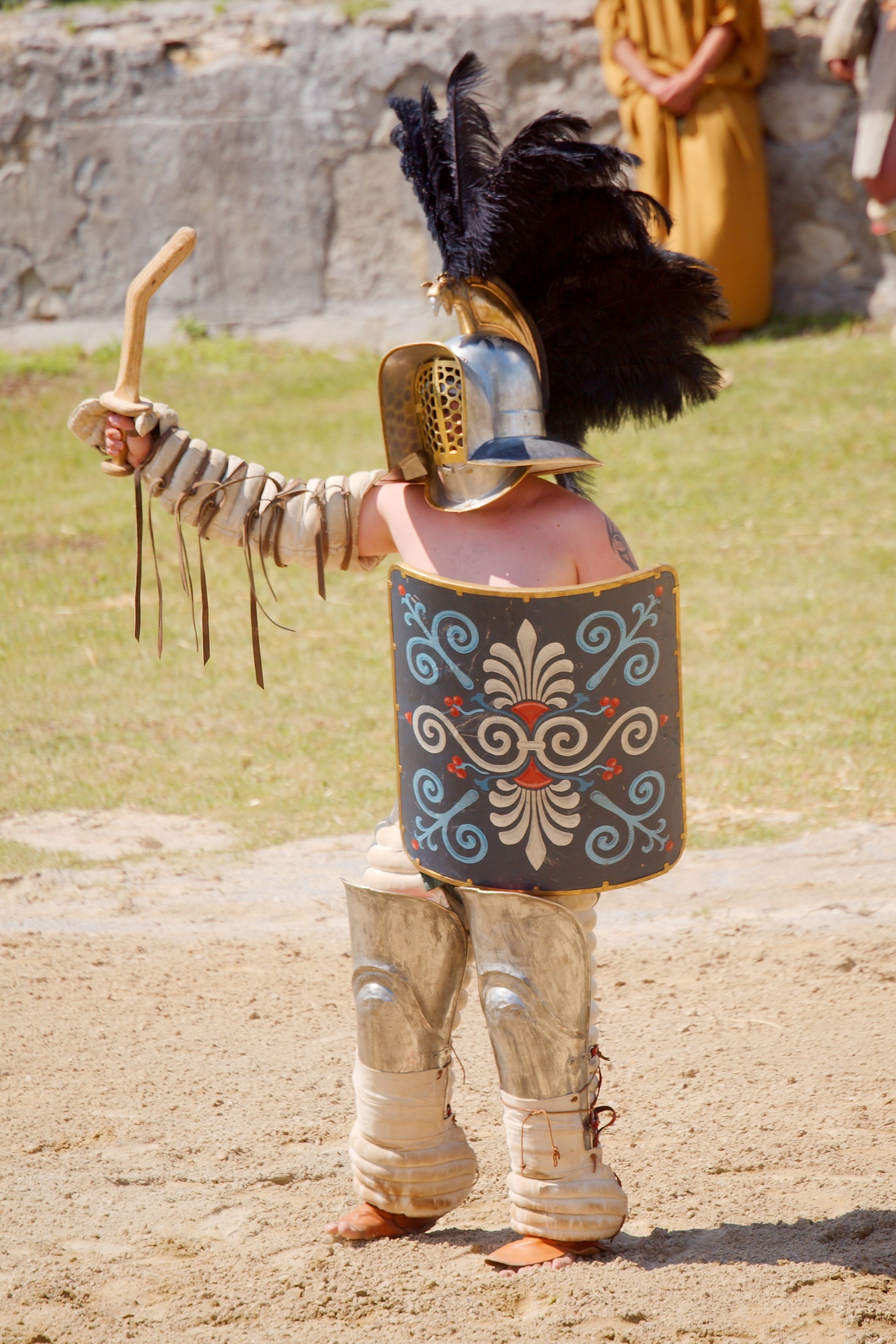
Гладіатор-фракієць. Сучасна реконструкція.

Скута́рій (scutarius) — термін, уживаний щодо будь-якого типу гладіаторів, які носили щит-скутум (мірмілони, секутори, провокатори). Певно, поножі скутаріїв були дощо коротшими за поножі пармуларіїв: вони не сягали колін.

### Фракієць
Фракі́єць (Thraex, множина — Thraeces) — один з найпоширеніших типів гладіаторів. Імовірно, цей тип гладіаторів з'явився в результаті появи у І ст. до н. е. великої кількості військовополонених фракійців. Спорядження цього типу повторювало національне фракійське: озброєний він вигнутим кинджалом-сикою, обладунок складався з шолома, стьобаних обмоток на обох ногах, високих поножів, прямокутного невеликого сильновигнутого щита та поруча на правій руці. Шолом фракійця мав широкі криси, забрало з решіткою і характерне верхів'я у вигляді грифона — одного з символів богині помсти Немезиди.
Гладіатори-фракійці вважалися яскраво вираженим атакувальним типом бійців. Кривий кинджал давав їм певні переваги саме в близькому бою. Головними суперниками фракійців на арені були мірмілони. Іноді фракійці також билися з гопломахами.
У романі Рафаелло Джованьйолі «Спартак» головний герой бився на арені саме у фракійському озброєнні.

## Маловідомі та малодосліджені типи гладіаторів

### Андабат
Анда́бат (andabata, множина — andabatae)  — маловивчений сучасними дослідниками тип гладіатора. Точно відомо, що андабат бився в шоломі без прорізів для очей, або з єдиним прорізом — всліпу. Озброєні андабати були короткими кинджалами, можливо, до їхнього обладунку входила також кольчуга (лорика гамата). У період Імперії цей тип гладіаторів вже не зустрічався.
Існує припущення, що андабати не були окремим типом гладіаторів і що так називали будь-якого гладіатора, що бився в шоломі без прорізів. Противником андабата на арені був інший андабат. Можливо, що існували кінні андабати.

### Арбелас
Див. «Скісор»

### Бустуарій
Бустуа́рій (bustuarius) — гладіатор, який брав участь у поховальних іграх, боях на честь померлого. Його назва походить від слова bustum — «могила», «місце для поховального багаття», тобто «могильний боєць».

### Гладіатриса
Гладіатри́са (gladiatrix, множина — gladiatrices) — жінка-гладіатор. Час появи жінок-гладіаторів невідомий, але відповідно до джерел, найбільшого розквіту це явище досягло за імператорів Нерона (54—68 р.р. н. е.) та Доміціана (81—96 р.р. н. е.). Жіночі гладіаторські бої не настільки добре вивчені істориками, але їхнє існування є підтвердженим фактом.

### Еседарій

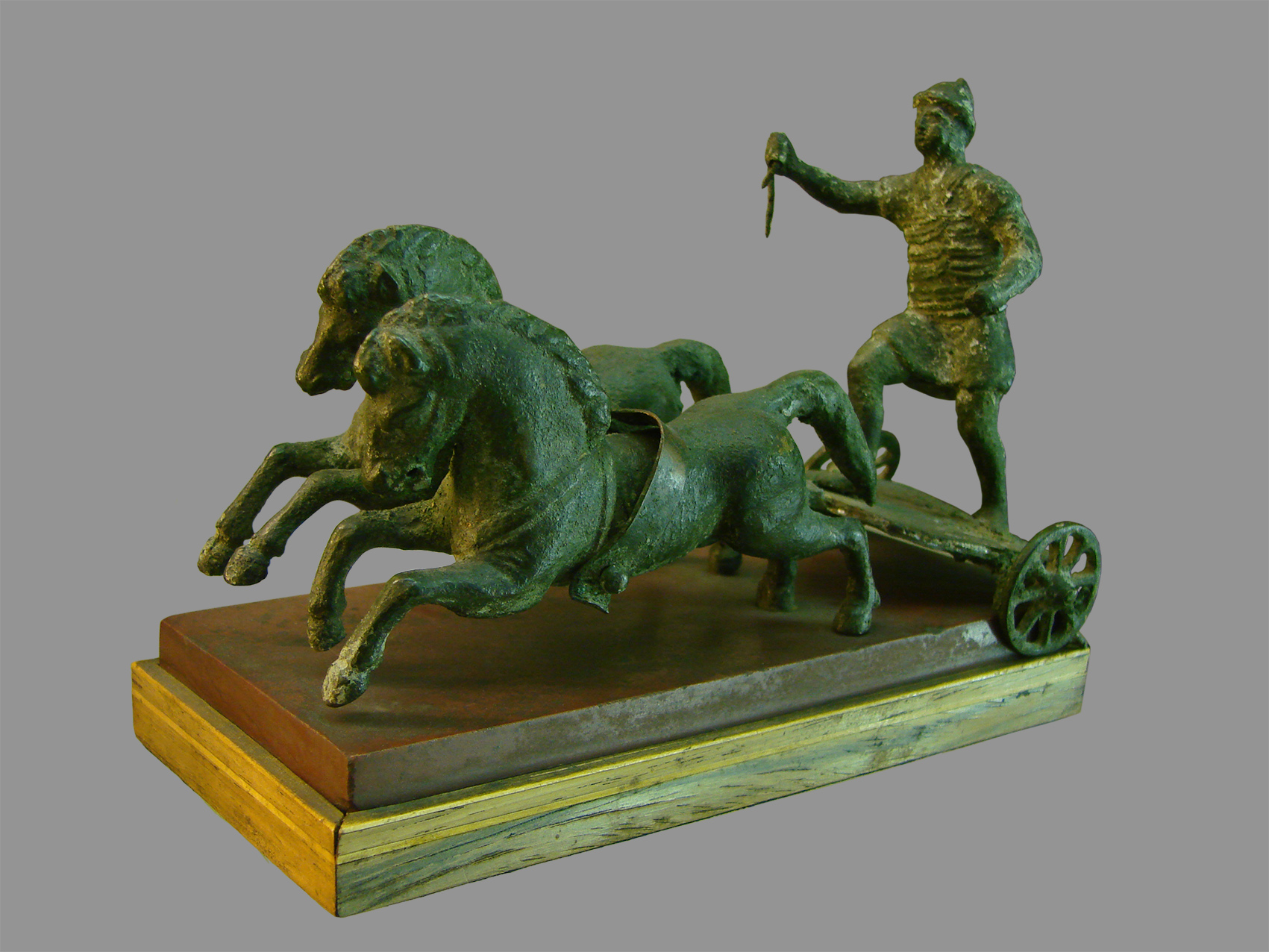
Античне зображення римської колісниці. Музей Лана (Франція)

Еседа́рій (essedarius) — гладіатор, який бився на колісницях. Його назва походить від слова essedum, яким римляни звали колісниці кельтів. На одній колісниці знаходилося водночас один чи два еседарії, у другому разі один управляв конями, другий був безпосередньо бійцем. Слово essedarius уживалося не тільки щодо гладіаторів, але й до кельтських воїнів-колісничих (у Гая Юлія Цезаря у «Записках про галльську війну»). Можливо, з'явилися після походу Цезаря до Британії. Вони відомі тільки з описів (починаючи з І ст. н. е.), їхніх зображень не збереглося, як нічого не відоме про їхню манеру бою. Можна припустити, що еседарій їздив на колісниці по краях арени і обстрілював піших противників з лука та метав у них дротики. Еседарії були зазвичай озброєні списами-дротиками, луком та мечем, іноді мали маленький щит. На колесах могли кріпитися гострі леза.

### Кест
Кест або цест (cestus) — кулачний боєць, боксер на арені цирку. Назва походить від давньоримської боксерської рукавиці — кеста (cestus або caestus).

### Крупелларій

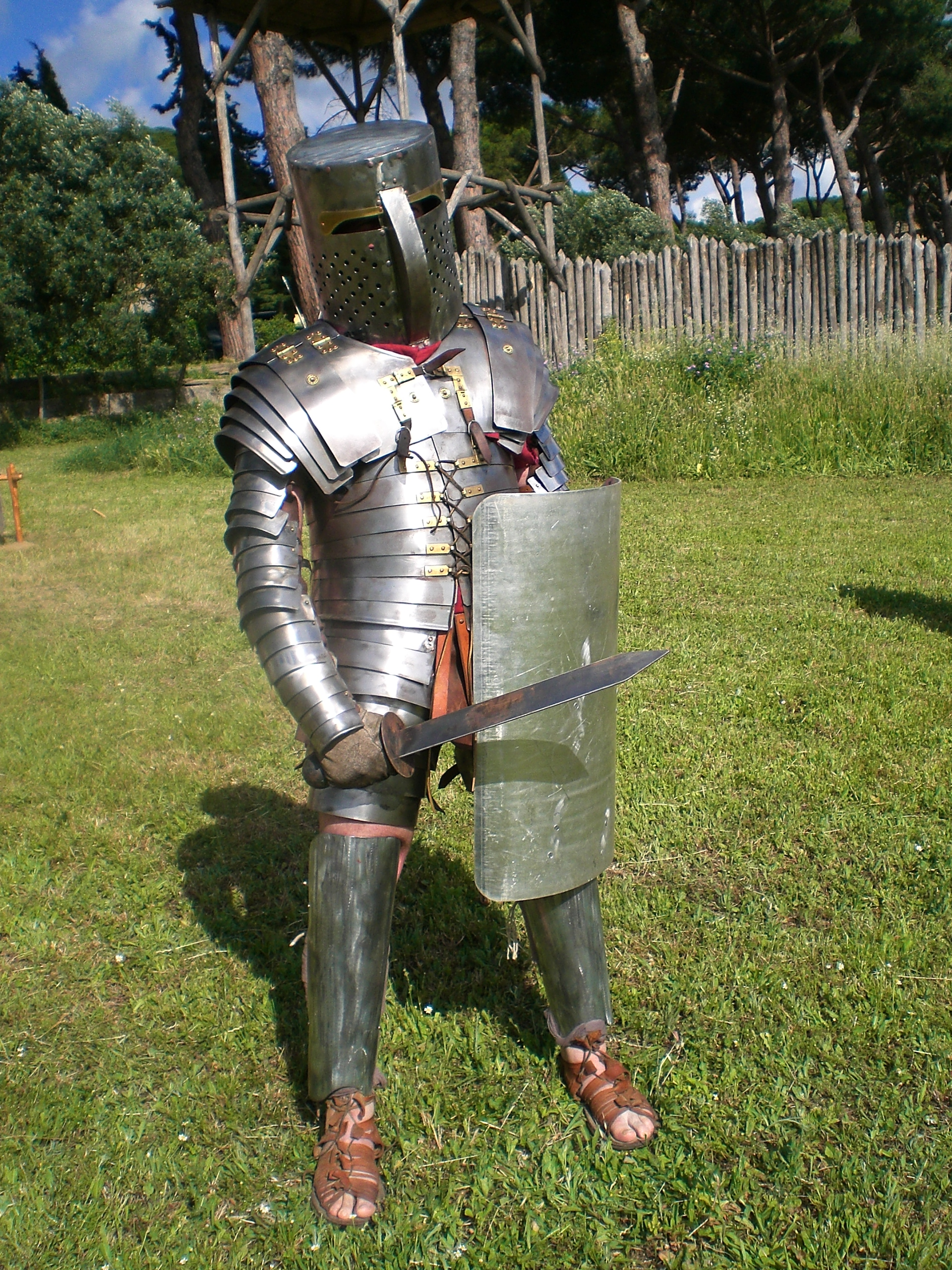
Гладіатор-крупелларій. Сучасна реконструкція

Крупелла́рій, крупелля́рій (crupellarius)  — тип гладіатора, обладунок якого складався з пластинчастого панцира лорика сегментата, наручів-манік на обох руках та високих поножів. Шолом був закритим, з прорізами для очей та рота, він нагадував середньовічний топхельм. У суцільному обладунку, схожому на панцир середньовічного лицаря, гладіатор-крупелларій був майже невразливим для суперника. Озброєння складалося зі скутума та гладіуса. Важкі обладунки ставили підвищені вимоги до кандидатів у крупелларії: перебування у них вимагало неабиякої фізичної сили та витривалості.
Тацит описує крупелларіїв як гладіаторів, набраних з рабів-галлів, і споряджених за традиціями воїнів Лугдунської Галлії. Вони взяли участь повстанні треверів під проводом Флора та Сакровіра у 21 році:
|  | Частина рабів проходила гладіаторську підготовку. Закуті у залізо за звичаєм їхнього народу, ці крупеллярії, як їх звали, були надто незграбні для наступальних дій, проте, були непохитні в обороні... Піхота здійснила лобову атаку. Галльські лави подалися назад. Броньовані воїни затримали наступ: вони були невразливі для мечів та дротиків. Проте, римляни, використовуючи сокири та клевці, знищили обладунки разом з власниками, подібно тому як ламають мур. Інших гладіаторів збили на землю ратищами та тризубцями, та користуючись їхньою безпорадністю, залишили на смерть. |

(Тацит, «Аннали», ІІІ)
Можливо, історик мав на увазі важкоозброєних гладіаторів-галлів, які згодом були переведені у мірмілони.

### Лаквеарій
Лаквеа́рій, лаквера́рій, лаквеа́тор (laquearius, laquerarius, laqueator)  — різновид ретіарія, буквально — «озброєний ласо», «арканник». Спорядження складалося з ласо (laqueus), короткого списа і кинджала. Лаквеарії з'явилися досить пізно. Їхня тактика повторювала тактику ретіаріїв: вони старалися піймати противника арканом, а потім вразити кинджалом. Захисні обладунки були ідентичними — рукав-маніка та наплічник-галер.
Більшість гладіаторів мало своїм прототипом воїнів та мисливців. Оскільки аркан був незвичайною зброєю для римлян, можна припустити, що спорядження цього типу гладіаторів походить від спорядження якогось варварського племені, можливо, воїнів-сагартіїв зі Стародавньої Персії.
Окрім того, припускають, що лаквеарій міг бути різновидом пегніарія, тобто циркового блазня, який забавляв публіку жартівливими боями у перервах.

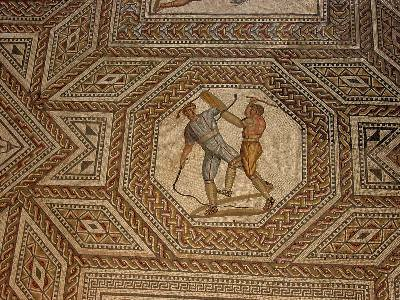
Пегніарії на мозаїці у Неннізі (Німеччина)

### Пегніарій
Пегніа́рій (paegniarius) — гладіатор, покликаний забавляти публіку у перервах між боями, коли бійці відпочивали. Назва походить від грецького слова παίγνιον («іграшка», «забавка», «комічна вистава»). Пегніарії були озброєні лише дерев'яними мечами-рудисами (rudis) та хлистами. Захисне спорядження складалося зі дерев'яного щита та дерев'яних щитків на руках і ногах замість поручів та поножів, а замість шолома вони обмотували голову тканиною. Пегніарії вчиняли жартівливі двобої. ‎На відміну від справжніх гладіаторів, вони могли прожити довге життя: відома епітафія пегніарію Секунду (Secundus), яка повідомляє, що він прожив 99 років, 8 місяців та 18 днів.

### Прегенарарій
Прегенара́рій (praegenarius) — гладіатор, який виступав на початку мунусів, щоб «розігріти» публіку. Прегенарарії билися дерев'яними мечами (rudis) або іншою несправжньою зброєю (arma lusoria), а замість обладунків надягали одяг з товстої тканини.

### Сагітарій

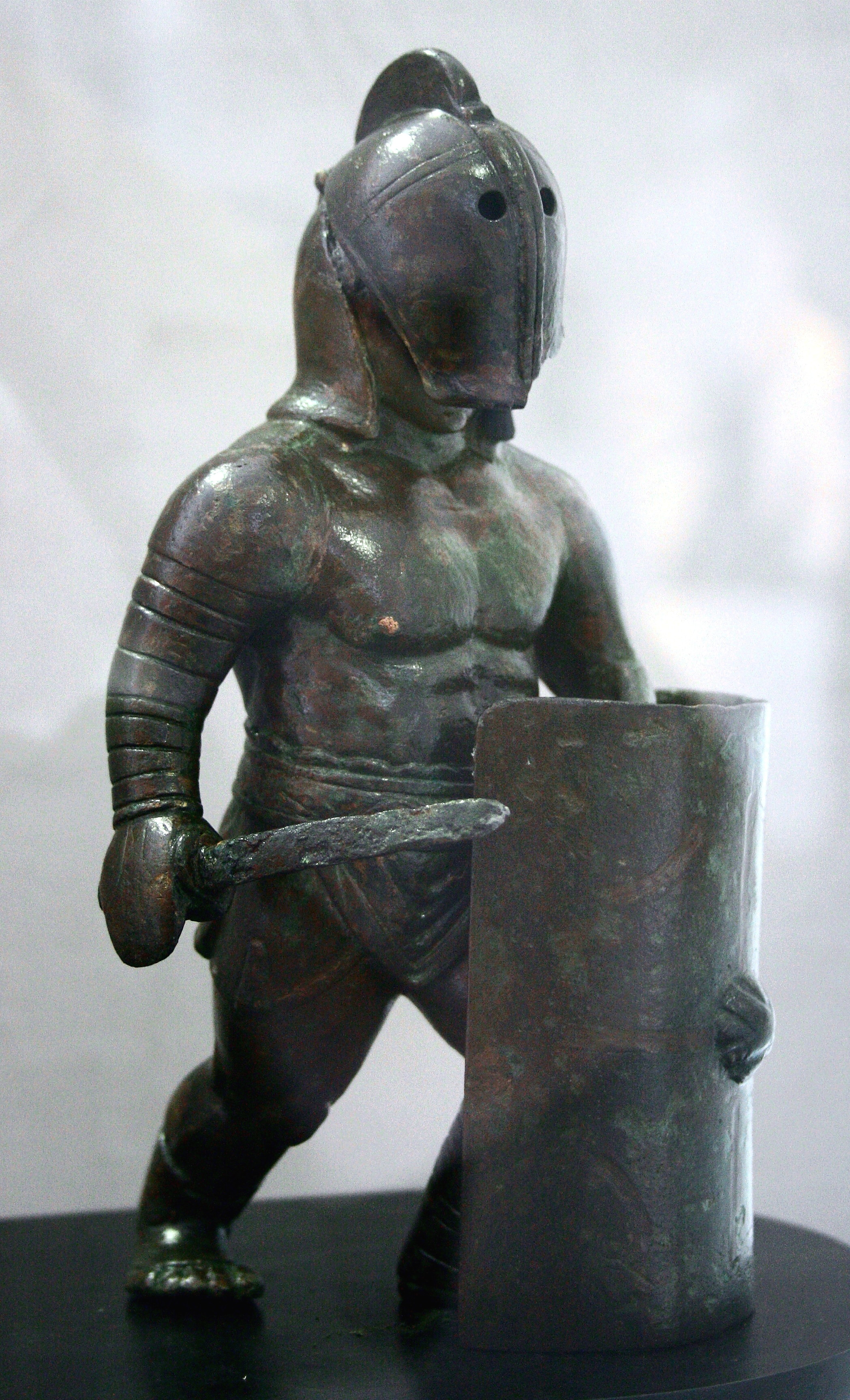
Статуетка гладіатора-самніта.

Сагіта́рій (sagittarius)  — гладіатор-лучник. Носив конічний шолом і лускатий панцир лорика сквамата, озброєний був складним луком (arcus) і стрілами (sagittae).

### Самніт
Са́мніт (Samnis, множина — Samnites)  — тип гладіаторів періоду Республіки. Свого часу був найпопулярнішим з усіх. Являв собою воїнів італьської області Самнію, підкореної римлянами у ІІІ ст. до н. е. Спорядження цього типу гладіатора наслідувало національне самнітське. Обладунок самніта складався з шолома з заборолом, вбраного з гребенем або пір'ям (galea), великого щита (овального або прямокутного), шкіряного поножа на лівій нозі (ocrea), поруча-маніки і притаманного самнітам тридискового панцира. Озброєний самніт був списом і мечем-гладіусом.

### Скісор

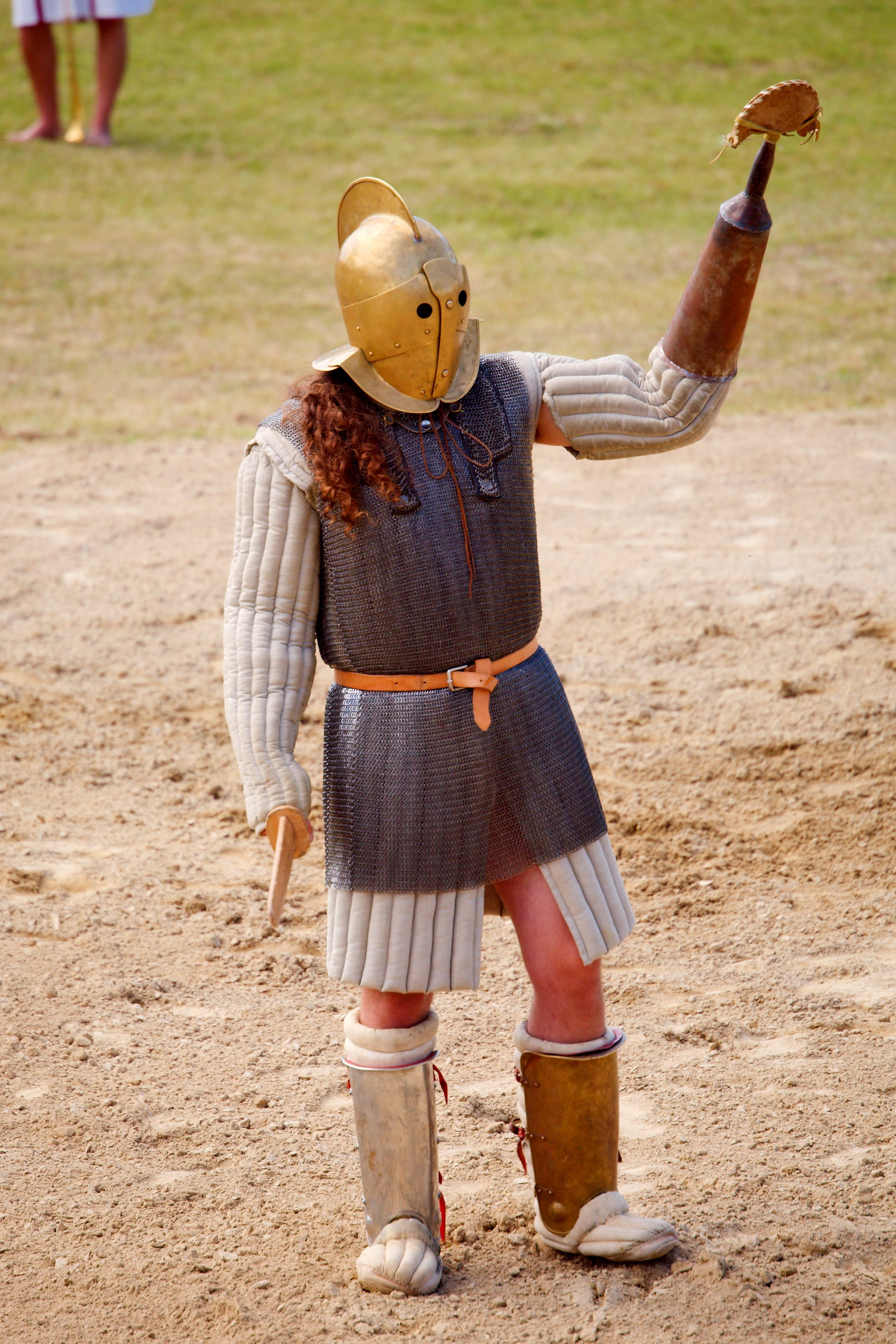
Гладіатор-скісор. Сучасна реконструкція

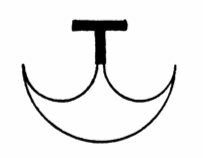
Кинджал-півмісяць скісора (арбеласа)

Скі́сор, варіант читання сци́сор (scissor, множина — scissores) чи арбелас (arbelas, множина — arbelai) — гладіатор, назва якого походить від слова scindo («ріжу», «кремсаю»). Інша назва — «арбелас» відома тільки через одне джерело (тобто є гапаксом), тому точно ототожнити їх не вдається. Арбеласа згадує давньогрецький письменник Артемідор Далдіанський у своєму трактаті «Онейрокритика» («Снотлумач») як одного з гладіаторів, що можуть приснитися чоловікові, щоб показати перспективи шлюбу (арбелас уві сні, як і димахер, провіщають погану дружину). Можливо, друга назва цього типу гладіатора походить від давньогрецького ἄρβηλος, яке означало чоботарський ніж у формі півмісяця, схожий на ескімоський улю — це пов'язувалось з характерною, досить екзотичною зброєю цього типу гладіаторів, яку скісор-арбелас тримав у лівій руці замість щита. Вона складалася з порожнистого верхів'я, надіваного на руку, з лезом у формі півмісяця (імовірно, заточеного з усіх боків). Цією зброю він завдавав противнику несерйозних, але дуже кровоточивих ран. Окрім цієї зброї, цей гладіатор був озброєний коротким мечем-гладіусом, який він тримав у правій руці. Обладунок скісора складався зі закритого шолома, кольчуги (лорика гамата) або пластинчатого обладунку лорика сегментата, поруча на правій руці (manica) і коротких поножів (ocreae). Шолом скісора був без крисів і решітки, з гребенем у вигляді плавця риби. Щита скісор, як і димахер, не мав.
Скісор був одним з найбільш важкоозброєних типів гладіаторів. На арені скісори билися або між собою, або проти ретіаріїв. Саме тому мабуть шолом скісора був аналогічний шолому секутора — обтічної форми з суцільним відкидним забралом і невеличкими отворами для очей.

### Тертіарій
Тертіа́рій, терціа́рій (tertiarius) — гладіатор, який бився з переможцем двобою. Назва походить від слова tertius — «третій». Терціарії могли бути «дублерами» для заявлених, але відсутніх учасників бою. Також їх звали «супозитикії», «супозициції» (suppositicii) — «замінники».

## Інші терміни
- Вена́тор (venator, буквально — «мисливець») — артист давньоримського цирку, аналогічно бестіарію, спеціалізувався на цькуванні звірів. Проте, венатор не був власне гладіатором, бо не бився зі звірами, а лише здійснював з ними ризиковані трюки, аналогічно сучасному приборкувачу.
- Ветера́н (veteranus) — гладіатор, який провів кілька боїв на арені.
- Грега́рій (gregarius) — гладіатор-початківець (від одного року навчання). Буквально — «стадний». Назва походить з того, що перед двобоями досвідчених гладіаторів часто проводили групові битви початківців[11].
- Е́дитор (editor) — особа, яка влаштовувала гладіаторські бої власним коштом. Аналог сучасного спонсора або продюсера[12]. Також звався «мунера́рієм» (munerarius).
- Лані́ста (lanista) — власник гладіаторської школи. Він купував рабів для своєї школи, навчав їх, і віддавав в оренду едитору, який влаштовував ігри. Професія ланісти вважалася вельми прибутковою, але на суспільній градації він числився нарівні з leno (власником будинку розпусти, «сутенером») як «торгівець людським м'ясом».
- Лора́рій (lorarius) — служитель цирку, який підганяв недосвідчених гладіаторів або звірів на арені. Саме слово lorarius походить від lorum («шкіряний ремінь», «канчук»). Окрім того, до обов'язків лораріїв належало прибирання арени: вони відносили вбитих та поранених гладіаторів, усували сліди крові, засипаючи їх піском.
- Рудіа́рій (rudiarius) — гладіатор, відпущений на волю. Звільнення могло бути нагородою за незвичайну доблесть, проявлену на арені (так, згідно з деякими даними, Спартак був рудіарієм). Назва походить від «рудиса» (rudis) — дерев'яного меча, який вручали звільненим гладіаторам. Часто рудіарії залишалися гладіаторами, у цьому випадку вони користувалися популярністю публіки. Ті рудіарії, які залишали бої, могли стати тренерами або суддями на арені.
- Ти́ро (tiro) — гладіатор, який уперше виходить на арену.
- Трито́н (triton) — учень школи гладіаторів (до 1-2 років навчання)[11].